# スーパーマン リターンズ
『スーパーマン リターンズ』（英: Superman Returns）は、ブライアン・シンガー監督・製作による2006年のアメリカ合衆国のスーパーヒーロー映画である。

## 概要
「DCコミックス」のアメリカン・コミック『スーパーマン』を原作とした実写映画化第5弾。『スーパーマン』（1978年）及び『スーパーマンII/冒険篇』（1980年）の時系列順における続編となる内容であり、『スーパーマンIII』（1983年）及び『スーパーマンIV』（1987年）での出来事は反映されていない。
スーパーマン役はブランドン・ラウスが務め、ほかにケイト・ボスワース、ケヴィン・スペイシー、ジェームズ・マースデン、フランク・ランジェラ、パーカー・ポージーらが出演する。物語はスーパーマンが地球を去ってから5年後から始まる。

## あらすじ
故郷の星クリプトンの残骸が発見されたと聞いたスーパーマンが、愛するロイスに別れも言えず、地球に乗ってきた宇宙船により一人で旅立ってから5年。故郷周辺に辿り着くも、何一つ残っていなかった宇宙墓場から再び地球に帰還した彼は、変わってしまった地球に困惑する。母は健在だが、父は既に亡き人になっていた。それでも母は「あなたは一人じゃない」とスーパーマンを息子・クラークとして励ます。
そんな中、前作でスーパーマンが刑務所にいきなり連れて行ったため、逮捕・起訴に法的な不備があって釈放された宿敵レックス・ルーサーは、自分を釈放した大富豪の女性から口八丁で遺産を根こそぎ奪い取った後、「スーパーマンの家」、北極にある“孤独の要塞”に忍び込み、クリプトン科学の結晶クリスタルを盗み出した。
クラーク・ケントがデイリープラネット社に復帰を果たした日、ロイスは新型シャトルの実験飛行に立ち会うが、ルーサーが起こした停電のせいで墜落死するところを、危うくスーパーマンに助けられる。ケントはロイスと再会するが、世の中には犯罪、紛争、悲鳴が溢れかえり、そしてロイスは母となり、婚約者がいた。何より彼女は「なぜスーパーマンは必要ないか？」という記事でピューリッツァー賞まで受賞していた。
次に自然史博物館に忍び込んだルーサーは、クリプトナイトを含む隕石を盗み出した。
クラークはロイスに、なぜ地球を離れたかを説明するため会いに行くが、ロイスは婚約者のリチャードとスーパーマンの間で心が揺れ動く。スーパーマンはクリスタルが盗まれたことに気が付き、急いで引き返すが、ロイスと息子ジェイソンがルーサーに拉致されてしまう。
地球規模の地震と共に、ルーサーによる大犯罪計画が実行される。アメリカ大陸を沈め、新しい大陸を作ろうというのだ。ロイスがファクスで急を知らせようとした時、ルーサーの護衛に気付かれ殺されそうになるが、息子に助けられる。
スーパーマンがファクスに気づき、助けに向かうが、既にクリプトナイトでコーティングされたクリスタルは大西洋に打ち込まれ、海底では異変が広がっていた。ついにニューヨークを大地震が襲い、地下道網に張り巡らされているガス管に引火して、そこら中のマンホールから火柱が上がる。マンハッタンは町中を地下の蒸気パイプで暖房しているので、地下道は弱点なのだ。
その頃、飛行艇で救助にいったロイスの婚約者リチャードも異変に巻き込まれ、ルーサーのクルーザーごと沈んでしまうが、間一髪スーパーマンに助けられる。ロイスはリチャードに、スーパーマンを助けるために引き返すよう頼み、リチャードがUターンするが、スーパーマンはクリプトナイトのせいで絶体絶命に陥り、海の底深く沈んでいった。ジェイソンが驚異の視力を発現してスーパーマンを発見し、飛行艇の着水後に沈んでいくスーパーマンをロイスが飛び込んで救助する。飛行艇は何とか離水し、4人は脱出する。飛行艇の中でロイスの手でクリプトナイトを摘出してもらったスーパーマンは、クリプトナイトが刺さっていた位置を見抜いたのがジェイソンであるのをロイスに教えられたことで何かを悟り、新しい島の地殻深くに突入し、島ごと持ち上げて宇宙空間に投げ飛ばすが、クリプトナイトを大量に浴びたために力尽きて地上へ落下する。
死亡した（と周囲が思った）スーパーマンを、ERの医者や看護師は懸命に蘇生させようと努力するが、体に針は刺さらず、電気ショックは効かないばかりか逆に回路が発火寸前に陥る程だった。なんとか昏睡状態まで回復したスーパーマンをロイスとジェイソンが見舞い、キスをするが意識は回復しない。
一方、宿敵ルーサーは脱出に使ったヘリの燃料が尽きて、小さな無人島に不時着。食糧になるはずだったココナッツの実を八つ当たりで海に全て投げ捨ててしまったことを後悔し、途方に暮れる。
次の日、看護師が巡回に行くとスーパーマンの姿が消えていた。病院はたちまち厳戒態勢となるのを余所に、スーパーマンは眠っているジェイソンに会いに現れる。そして、「いつかお前は強くなる。将来は後継者となり、息子は父となるんだ」と自分がジェイソンの父であり、ジェイソンがスーパーマンの血を受け継いだ息子であることを、眠っているジェイソンにそっと打ち明けた。
ジェイソンの声でスーパーマンの存在に気付いたロイスは「また逢える？」と問いかけ、ロイスの問いにスーパーマンは「いつでも」と答えた。
それを告げたスーパーマンは終わりなき使命に向かって、空高く飛び去って行く。

## キャスト
※括弧内は日本語吹き替え
- クラーク・ケント / スーパーマン - ブランドン・ラウス（東地宏樹）
- ロイス・レイン - ケイト・ボスワース（安藤麻吹）
- レックス・ルーサー - ケヴィン・スペイシー（石塚運昇）
- リチャード・ホワイト - ジェームズ・マースデン（平田広明）
- ジェイソン・ホワイト - トリスタン・レイク・リーブ（鵜澤正太郎）
- ペリー・ホワイト - フランク・ランジェラ（稲垣隆史）
- マーサ・ケント - エヴァ・マリー・セイント（麻生美代子）
- キティ・コワルスキー - パーカー・ポージー（雨蘭咲木子）
- ジミー・オルセン - サム・ハンティントン（川島得愛）
- スタンフォード - カル・ペン（伊丸岡篤）
- 老バーテンダー - ジャック・ラーソン（藤本譲）
- ガートルード・ヴァンダーワース - ノエル・ニール[5]
- ジョー＝エル（英語版） - マーロン・ブランド[6]（小川真司）

日本語吹き替え版
- その他声の出演：藤生聖子/松井範雄/島美弥子/咲野俊介/島香裕/石波義人/高瀬右光/村治学/仲野裕/星野充昭/長嶝高士/奥田啓人/岡寛恵/田村聖子/風間秀郎/伊丸岡篤/北西純子/松田昂大
- 制作スタッフ - 演出：清水洋史、翻訳：佐藤恵子、調整：高久孝雄、制作：東北新社

## 製作

### 企画
監督でプロデューサーのブライアン・シンガーは『X-MEN2』（2003年）の撮影中に「スーパーマンが5年ぶりに地球に戻ってくる」ストーリーを考案した。彼はアイデアをローレン・シュラー・ドナーとその夫で『スーパーマン』の監督のリチャード・ドナーに提示した。ドナーは好意的な反応でシンガーのアイデアを受け入れた。2004年3月、ワーナー・ブラザースは2006年6月の劇場公開を目指して『Superman: Flyby』のプリプロダクションを始めていた。マックGがJ・J・エイブラムスによる脚本を監督する契約を交わしたが、2004年6月に降板した。同月にワーナー・ブラザースはシンガーに接近した。彼は『X-MEN2』のマイケル・ドハティとダン・ハリスに脚本執筆を依頼し、3人はドハティとハリスが休暇で訪れていたハワイで映画トリートメントを書き始めた。2004年7月、シンガーは監督契約を交わし、『スーパーマン リターンズ』の企画に入った。
シンガーはコミックのファンではなかったがドナーによる1978年の映画に感銘を受けており、ドハティとハリスによる脚本もその影響を受けている。シンガーはこの契約のため、『X-MEN:ファイナル ディシジョン』（2006年）と『2300年未来への旅』のリメイク企画から降板した。『スーパーマン リターンズ』はワーナー・ブラザースとレジェンダリー・ピクチャーズが50%ずつ出資し、2004年11月にプリプロダクションが始まった。2005年2月までにドハティとハリスは6稿目を書き終えていた。初期段階の脚本ではアメリカ同時多発テロ事件の要素が入っていたが、後に削除された。

### 撮影
ワーナー・ブラザースはオーストラリアのクイーンズランド州ゴールドコーストのワーナー・ロードショー・スタジオでの撮影を考案した。撮影後、隣接するテーマパークのワーナー・ブラザース・ムービー・ワールドでアトラクションとして使おうとしたが、高額すぎるためにこのアイデアは破棄された。セットの建造は2005年6月にフォックス・スタジオ・オーストラリアで始まった。世間の注目を避けるため、撮影所では『Red Sun』というワーキング・タイトルが使われた。主要撮影は2005年3月末から11月まで行われた。『スーパーマン リターンズ』の撮影によりニューサウスウェールズ州で数千人の雇用が形成され、1億ドルの経済効果を生み出した。撮影の80%はフォックス・スタジオ・オーストラリアで行われ、9つのサウンド・ステージが占有された。タムワースはスモールビル、オーストラリア博物館はメトロポリス自然史博物館の場面として撮られた。

### デザインと特殊効果
撮影にはパナビジョンのジェネシス・デジタル・カメラが使われた。プロダクションデザイナーのガイ・ヘンドリックス・ディアスは、デイリー・プラネット社をデザインするためにフランク・ロイド・ライトのジョンソン・ワックス社の影響を受けた。視覚効果シークエンスは当初はESCエンターテインメントがデザインする予定であったが、ワーナー・ブラザースは代わりにソニー・ピクチャーズ・イメージワークスのマーク・ステットソンを視覚効果スーパーバイザーとして雇われた。視覚効果ショットは合計で1400個作られた。スーパーマンがボーイング777を野球場に降ろす場面はエキストラを集めるのが困難だったためにCGIで作り上げられた。合成用の映像を撮るために第二班スタッフがドジャー・スタジアムを訪れた。『スーパーマン』（1978年）からマーロン・ブランドの出演箇所が流用され、リズム&ヒューズ・スタジオがCGIを使って再構成した。オープニング・クレジットは『スーパーマン』と同様のスタイルとなっており、ジョン・ウィリアムズによるテーマ音楽が使われた。

### 音楽
脚本完成以前の段階でシンガーとの常連コラボレーターであるジョン・オットマンが編集技師・映画音楽作曲家として雇われた。オットマンは以前のインタビューで1978年の映画でのジョン・ウィリアムズの音楽が自身が音楽家になるために決定的な影響を与えたと述べている。

### 製作費
当初の製作費は1億8,500万ドルであったが、後に2億900万ドルまで増加した。1990年代初頭からの企画を合わせた累計製作費は2億6,300万ドルに達するとみられ、さらに全世界での宣伝に1億ドル費やされている。

## 公開

### マーケティング

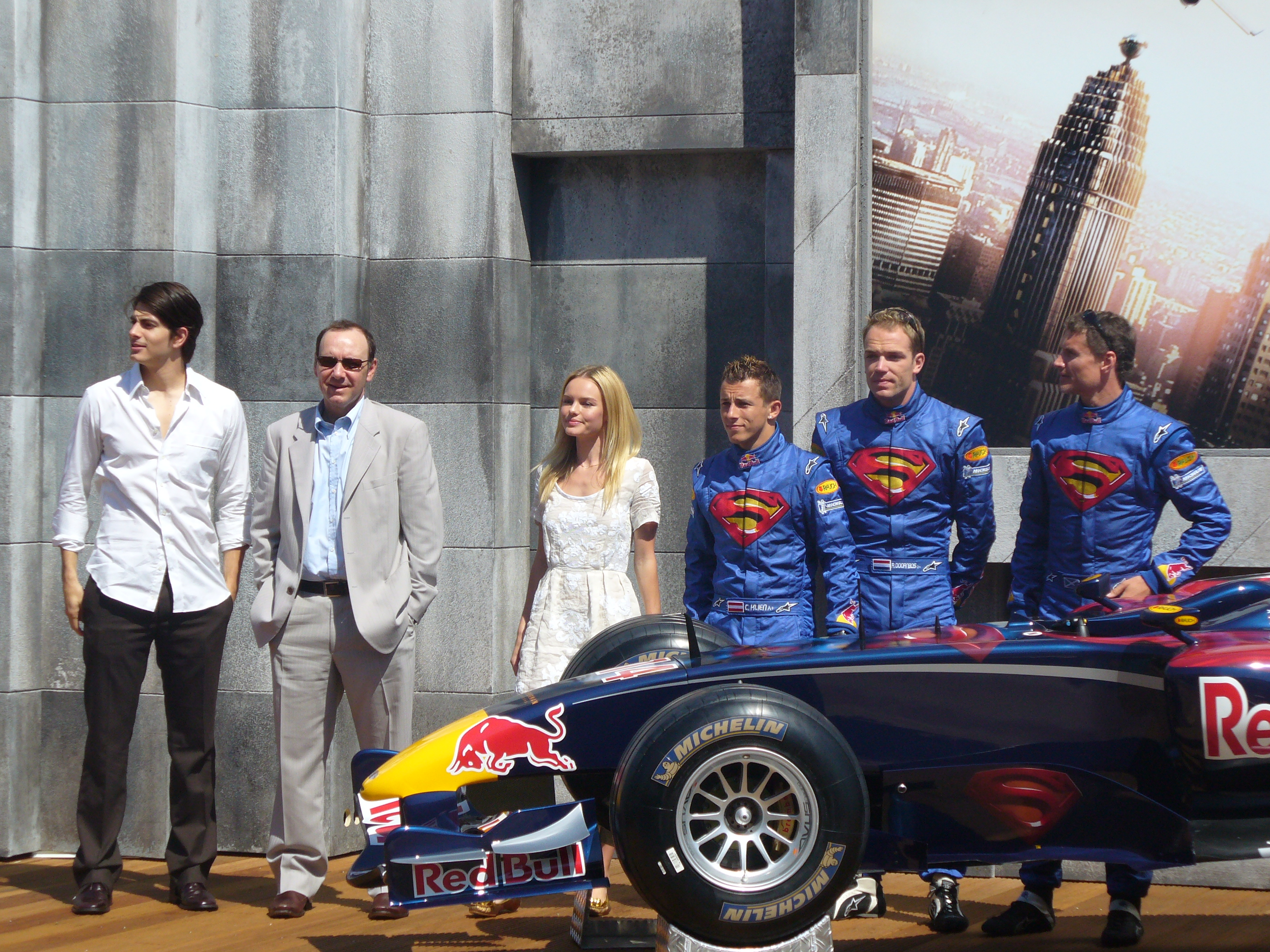
『スーパーマン リターンズ』のキャストとレッドブル・レーシングチームのメンバー。

ワーナー・ブラザースは2005年のサンディエゴ・コミコン・インターナショナルでプロモーションを行った。
『スーパーマン リターンズ』のマーケティング・キャンペーンの推定費用は4,550万ドルであり、同年下半期ではディズニーの『カーズ』の5,350万ドルに次ぐ高額であった。ワーナー・ブラザースはゼネラル・ミルズ、バーガーキング、デュラセル、ペプシ、ドリトス、パパ・ジョンズ・ピザ、セブン-イレブン、コルゲートとタイアップ契約を交わした。また 2006年モナコグランプリではレッドブル・レーシングと一緒に宣伝された。デビッド・クルサードが3位となって表彰台に登った際、スーパーマンのマントを身につけた。

### 興行収入
ワーナー・ブラザースは当初6月30日公開を予定していたが、28日水曜日に前倒しされた。『スーパーマン リターンズ』はアメリカ合衆国とカナダの4,065劇場で封切られた。初週末3日間で5,253万5,096ドルを売り上げ、初登場1位となった。5日間での売上は8,420万ドルで『マトリックス レボリューションズ』（2003年）を超えてワーナー・ブラザース史上最高の初動であったが、後に『ダークナイト』（2008年）に破られた。
約20分の3D映像が含まれた『Superman Returns: An IMAX 3D Experience』が全世界111箇所のIMAX劇場で上映された。これはハリウッドの長編実写映画としては初のIMAX 3Dであった。『スーパーマン リターンズ』は北米で2億8万1192ドル、北米外で1億9100万ドル、世界全体で3億9108万1192ドルを売り上げた。2006年の公開作品としては、北米内で6位、全世界で9位の成績である。

### 批評家の反応
Rotten Tomatoesでは256件のレビューで支持率は76%となった。Metacriticでは40件のレビューで加重平均値は72/100となった。『タイム』のリチャード・コーリスは最高のスーパーヒーロー映画のひとつと評し、シンガーの演出とストーリーを賞賛した。

### 映画賞ノミネート
| 賞                     | 部門               | 候補者                                                                            | 結果       |
| ---------------------- | ------------------ | --------------------------------------------------------------------------------- | ---------- |
| アカデミー賞           | 視覚効果賞         | マーク・ステットソン、ネイル・コーボールド、リチャード・R・ホーバー、ジョン・サム | ノミネート |
| 英国アカデミー賞       | 特殊視覚効果賞     | マーク・ステットソン、ネイル・コーボールド、リチャード・R・ホーバー、ジョン・サム | ノミネート |
| サターン賞             | ファンタジー映画賞 | 『スーパーマン リターンズ』                                                       | 受賞       |
| サターン賞             | 主演男優賞         | ブランドン・ラウス                                                                | 受賞       |
| サターン賞             | 助演男優賞         | ジェームズ・マースデン                                                            | ノミネート |
| サターン賞             | 助演女優賞         | パーカー・ポージー                                                                | ノミネート |
| サターン賞             | 若手俳優賞         | トリスタン・レイク・リーブ                                                        | ノミネート |
| サターン賞             | 監督賞             | ブライアン・シンガー                                                              | 受賞       |
| サターン賞             | 脚本賞             | マイケル・ドハティ、ダン・ハリス                                                  | 受賞       |
| サターン賞             | 音楽賞             | ジョン・オットマン                                                                | 受賞       |
| サターン賞             | 視覚効果賞         | マーク・ステットソン、ネイル・コーボルド、リチャード・R・ホーバー、ジョン・タム   | ノミネート |
| ゴールデンラズベリー賞 | 最低助演女優賞     | ケイト・ボスワース                                                                | ノミネート |

## 続編企画の中止
『スーパーマン リターンズ』公開4ヶ月前となる2006年2月、ワーナー・ブラザースは2009年半ばにその続編を公開することを発表し、ブライアン・シンガーも引き続いて監督契約を交わした。ブランドン・ラウス、ケイト・ボスワース、ケヴィン・スペイシー、サム・ハンティントン、フランク・ランジェラ、トリスタン・レイク・リーブも続投が報じられた。この契約のため、シンガーは『2300年未来への旅』のリメイクと『The Mayor of Castro Street』の映画化企画を降板した。脚本家のマイケル・ドハティは、ブレイニアックやビザロといった「他のクリプトン人」を悪役とし、「アクションを詰め込んだ」続編にすることを望んだ。『スーパーマン リターンズ』の最後に宇宙を漂う「ニュークリプトン」はプロット・デヴァイスとなる予定であった。『スーパーマン リターンズ』は批評家の反応こそ良かったものの、興行成績はワーナー・ブラザースとレジェンダリー・ピクチャーズの期待を下回る結果に終わった。当時のワーナー・ブラザース社長のアラン・F・ホルンは『スーパーマン リターンズ』は大成功した映画であると説明した上で、「全世界で5億ドルは売り上げなければならなかった。我々は若い男性客を満足させるために、もう少しアクションを入れなければならなかった」と述べた。シンガーはこれに対し「あの映画は4億ドルを生み出した! 私はこの頃、何が平均以下で、何が成功なのかわからない。」と苦言を呈した。ワーナー・ブラザースは『スーパーマン リターンズ』の製作費が2億900万ドルであったのに対し、その続編は1億7,500万ドルとした。
『スーパーマン リターンズ』の続編の撮影は2007年半ば開始を予定していたが、シンガーが『ワルキューレ』の企画を優先したために停止された。その後、撮影は2008年3月に延期されたが、脚本のドハティとダン・ハリスが他の企画を優先し、降板した。そして2007年から2008年にかけての全米脚本家組合ストライキの影響で公開日は2010年に延期された。2008年3月、シンガーはまだ企画の初期段階にあることを明かした。ラウスは2009年初頭に撮影が始まると予想した。DCコミックス社長のポール・レヴィッツは、ラウスの続編契約が2009年に切れる前に続投することを期待した。しかしながらワーナー・ブラザースはシリーズのリブートを決定し、シンガーもまた『ジャックと天空の巨人』の監督や、『宇宙空母ギャラクティカ』の映画化に興味を示したために降板した。「『スーパーマン リターンズ』は我々が望んだ方向の作品として機能しなかった」と2008年8月にワーナー・ブラザース社長のジェフ・ラビノフは語った。彼は「2006年に『スーパーマン』がヒットしていたら、続編は2009年のクリスマスには公開されていた。現在、今までの全てのバットマンとスーパーマンの映画とも関係がない、新しいスーパーマンを計画中だ」と述べた。